# Оливие Бланшар
Оливие Бланшар (роден 27 декември 1948, Амиен, Франция ) е главен икономист в МВФ, който пост заема от 1 септември 2008 г.
Завършва Университета Пари-Дофин в Париж. Той е професор по икономика в Масачузетския технологичен институт и е сред най-цитираните икономисти в света в класацията на RePEc.